# An Old-Fashioned Christmas
An Old-Fashioned Christmas è un album, di genere natalizio, del duo musicale-canoro statunitense I Carpenters, pubblicato nel 1984 dopo la morte della cantante del gruppo Karen Carpenter.
L'album è composto da diverse tracce, mai pubblicate, risalenti al lavoro del 1978, sempre di genere natalizio, Christmas Portrait. Richard Carpenter took these tracks and recorded new material around them, and this album was the end result. L'album (originariamente pubblicato solo in formato LP e su Musicassetta) include una riedizione di "Santa Claus Is Coming to Town", trasformata in un lento.
Nel 1996 l'album è stato ripubblicato come Box set comprensivo di 2CD intitolato Christmas Collection, in cui il primo CD comprende l'album Christmas Portrait ed il secondo le nuove tracce ri-arrangiate da Richard Carpenter, pubblicate nel 1984.

## Tracce
1. "It Came Upon a Midnight Clear" (Edmund Hamilton Sears, Richard Storrs Willis) – 0:43
2. Ouverture – 8:14*
  1. "Happy Holiday" (Irving Berlin)
  2. "The First Nowell"
  3. "March of the Toys" (Victor Herbert)
  4. "Little Jesus" (P.D., from the Oxford Book of Carols)
  5. "I Saw Mommy Kissing Santa Claus" (Thomas Conner)
  6. "O Little Town of Bethlehem" (P.D., L.H. Redner)
  7. "In dulci jubilo" (P. Brooks)
  8. "Gesù bambino" (Pietra A. Yon)
  9. "Angels We Have Heard on High"
3. "An Old-Fashioned Christmas" (John Bettis, Richard Carpenter) – 2:14
4. "O Holy Night" (Adolphe Adam, John Sullivan Dwight) – 3:10
5. "(There's No Place Like) Home for the Holidays" (Al Stillman, Robert Allen) – 2:36
6. Medley – 3:43*
  1. "Here Comes Santa Claus" (Gene Autry, Oakley Haldeman)
  2. "Frosty the Snowman" (Steve Nelson, Jack Rollins)
  3. "Rudolph the Red-Nosed Reindeer" (Johnny Marks)
  4. "Good King Wenceslas"
7. "Little Altar Boy" (Howlett Peter Smith) – 3:43
8. "Do You Hear What I Hear?" (Gloria Shayne, Noel Regney) – 2:53
9. "My Favorite Things" (Richard Rodgers, Oscar Hammerstein II) – 3:54
10. "He Came Here for Me" (Ron Nelson) – 2:12
11. "Santa Claus Is Coming to Town" (Haven Gillespie, J. Fred Coots) – 4:04
12. "What Are You Doing New Year's Eve?" (Frank Loesser) – 2:51
13. sezione da Lo Schiaccianoci – 6:14*
  1. "Overture Miniature" (Pyotr Ilyich Tchaikovsky)
  2. "Dance of the Sugar Plum Fairy" (Tchaikovsky)
  3. "Trepak" (Tchaikovsky)
  4. "Valse Des Fleurs" (Tchaikovsky)
14. "I Heard the Bells on Christmas Day" (Henry Wadsworth Longfellow, Johnny Marks) – 2:21

- Tracce 2, 6, 13 arrangiate e adattate da Richard Carpenter.

## Singoli
1. "Santa Claus Is Coming to Town" (A&M SP-1648): US 7" single (1974)
  1. "Santa Claus Is Coming to Town"
  2. "Merry Christmas Darling"
2. "Little Altar Boy" (A&M SP-2700): US 7" single (1984)
  1. "Little Altar Boy"
  2. "Do You Hear What I Hear?"

### Classifica
| Classifica (1984)                | Posizione |
| -------------------------------- | --------- |
| Stati Uniti Billboard Pop Albums | 190       |